# Volucella splendens
Volucella splendens là một loài ruồi trong họ Ruồi giả ong (Syrphidae). Loài này được Townsend mô tả khoa học đầu tiên năm 1897. Volucella splendens phân bố ở vùng Tân Nhiệt đới